# Dark Funeral
I Dark Funeral sono una band black metal svedese, formatasi a Stoccolma nel 1993. Sono una delle band che sono emerse durante la seconda ondata di black metal. Assieme a Marduk e Dissection sono tra le band più influenti e conosciute della scena black svedese.
I temi dei loro testi sono tradizionalmente riferiti a satanismo e anti-cristianità, dovuti alla pratica del satanismo ispirato ad Anton LaVey da parte di Lord Ahriman ed Emperor Magus Caligula, componenti del gruppo. Nei primi anni i temi dei loro testi si basavano soprattutto sulla descrizione dell'Inferno e di Satana, ma da quando Emperor Magus Caligula è entrato nella band i loro testi si incentrano di più sulla blasfemia e sulla retorica anti-cristiana anche se ci sono delle eccezioni.

## Storia

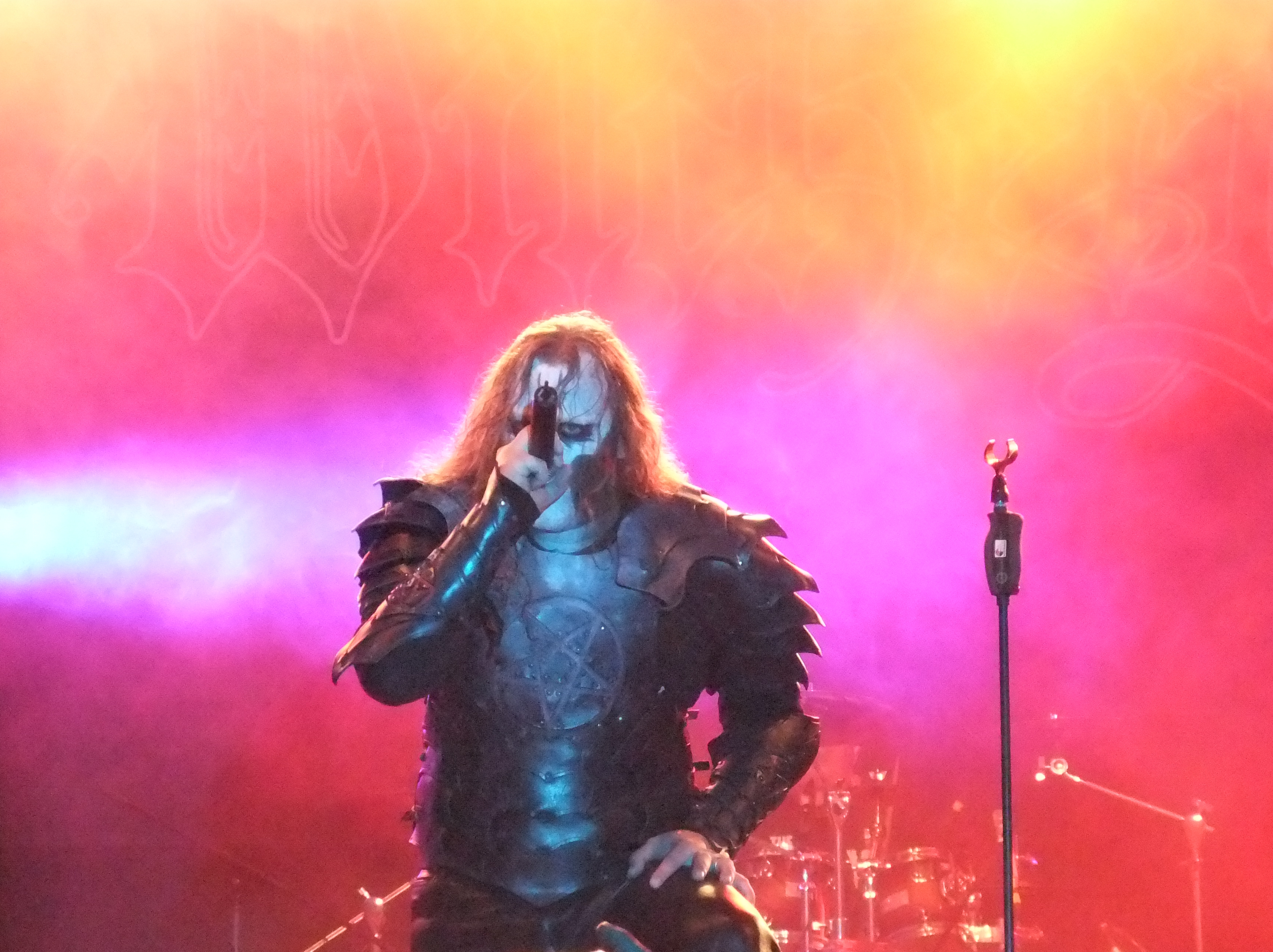
Emperor Magus Caligula, ex-cantante del gruppo

La band si forma nel 1993 su iniziativa dei chitarristi Lord Ahriman e Blackmoon, i quali reclutarono successivamente Draugen (batteria) e Themgoroth (voce) per completare la formazione. Nel gennaio 1994, i Dark Funeral registrarono il loro primo EP omonimo. Successivamente alla registrazione, Draugen lasciò la band e fu sostituito da Equimanthorn. Il 4 maggio 1994 l'EP fu pubblicato e i Dark Funeral tennero il loro primo concerto in un pub norvegese. Nello stesso anno il gruppo firmò un contratto con la No Fashion Records e così iniziò a lavorare al primo vero album. Nel 1995 fu pubblicato l'album The Secrets of the Black Arts dalla No Fashion Records dal quale fu poi girato anche un videoclip per l'omonima canzone. Poco dopo Themgoroth abbandonò la band, fondando gli Infernal, e fu rimpiazzato da Emperor Magus Caligula.
Il gruppo ha testi basati quasi unicamente sul satanismo - contenendo di fatto numerose invocazioni rivolte a Satana - o sull'anticristianesimo in generale, sconfinando spesso in temi apocalittici o semplicemente inneggianti alla perversione e alla violenza. Musicalmente la band propone un black metal di stampo tipicamente svedese sulla falsariga dei connazionali Marduk. Nell'album Diabolis Interium, uno degli episodi più riusciti, si possono notare le forti influenze degli Emperor più veloci di Anthems to the Welkin at Dusk, soprattutto per l'uso della voce e delle chitarre. In un momento di confronto Ahriman espresse l'opinione che le antiche chiese scandinave, prese d'assalto dai gruppi black metal norvegesi, non erano altro che punti di ritrovo per l'esercizio di riti pagani. Disse a tal proposito che "Le nuove chiese sono pronte ad essere denigrate, ma le vecchie fanno parte della nostra storia". Emperor decide di lasciare la band definitivamente in quanto ha deciso di sposarsi e dedicarsi alla famiglia.
Il 30 giugno 2011 la band annuncia l'entrata del nuovo cantante Nachtgarm, proveniente dalla band Negator, e il ritorno del batterista Dominator. Zornheym a fine luglio entra nel gruppo come bassista in seguito all'uscita pochi mesi prima di B-Force dal gruppo.

## Formazione

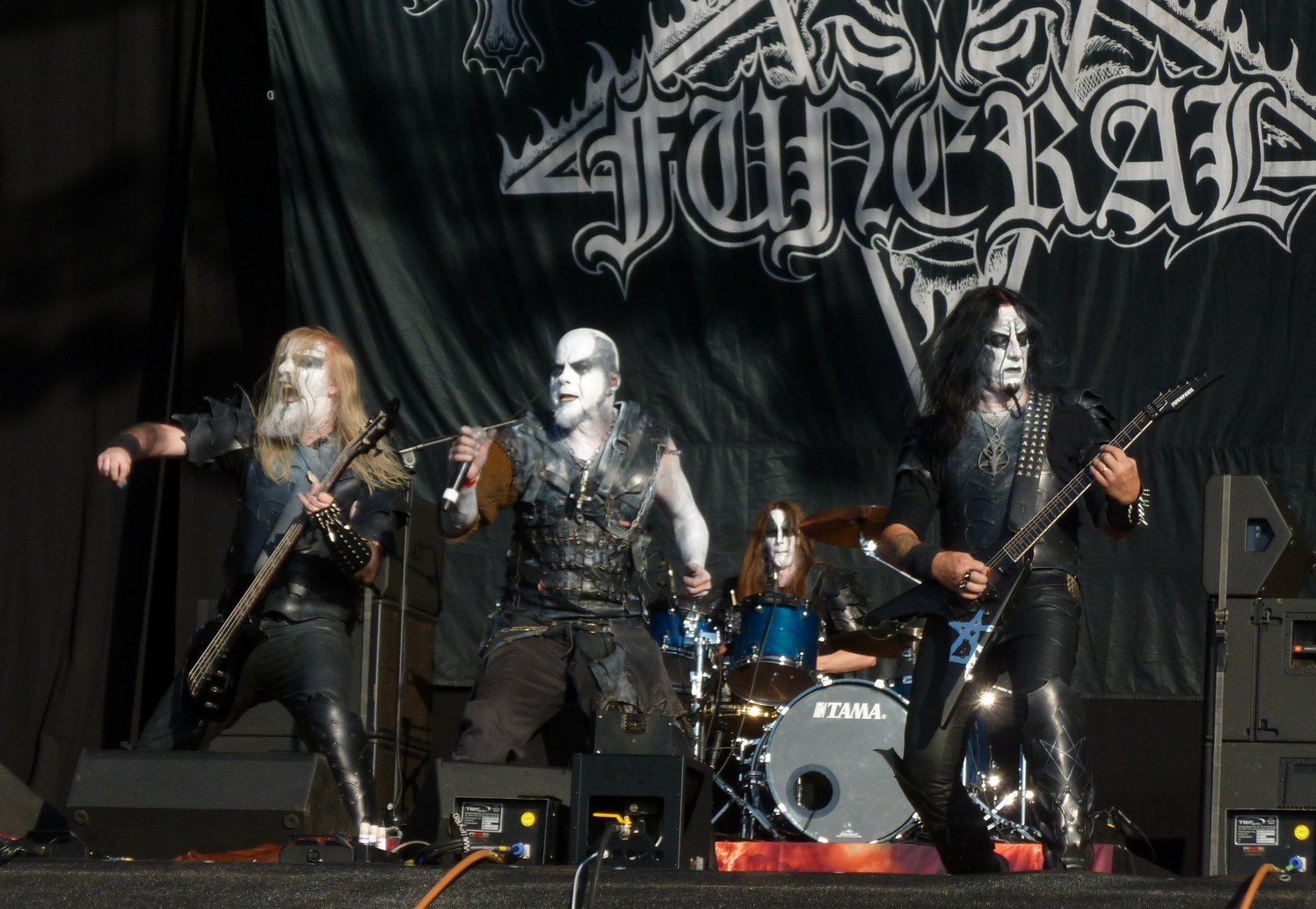
I Dark Funeral al Wacken Open Air del 2012

### Formazione attuale
- Lord Ahriman – chitarra (1993-presente)
- Chaq Mol – chitarra (2003-presente)
- Heljarmadr – voce (2014-presente)
- Jalomaah – batteria (2017-presente)
- Adra-Melek – basso (2018-presente)

### Ex componenti
- Emperor Magus Caligula – voce (1996-2010, 2013-2014)
- Nachtgarm – voce (2011-2013)
- Zornheym – basso (2011-2014)
- Themgoroth – basso e voce (1993-1996)
- B-Force – basso (2005-2010)
- Dominion – chitarra (1998-2002)
- Typhos – chitarra (1996-1998)
- Blackmoon – chitarra (1993-1996)
- Gaahnfaust – batteria (1998-2000)
- Alzazmon – batteria (1996-1998)
- Equimanthorn – batteria (1994-1996)
- Draugen – batteria (1993-1994)
- Matte Modin – batteria (2000-2007)
- Natt – basso (2014-2016)
- Dominator – batteria (2007-2010, 2011-2017)

### Turnisti
- Fredrik Isaksson – basso (2017-2018)

## Discografia

### Album in studio
- 1995 - The Secrets of the Black Arts
- 1998 - Vobiscum Satanas
- 2001 - Diabolis Interium
- 2005 - Attera Totus Sanctus
- 2009 - Angelus Exuro pro Eternus
- 2016 - Where Shadows Forever Reign
- 2022 - We Are the Apocalypse

### Album dal vivo
- 2004 - De Profundis Clamavi Ad Te Domine

### EP
- 1994 - Dark Funeral
- 2000 - Teach Children to Worship Satan
- 2000 - In the Sign... (ri-edizione di Dark Funeral)

### Split
- 2001 - Under Wings of Hell (con gli Infernal: contiene Dark Funeral e Infernal)
- 2004 - Devil Pigs (bootleg con i Von)

### Boxed set
- 2014 - In the Sign... / The Secrets of the Black Arts
- 2019 - 25 Years of Satanic Symphonies

## Videografia
- 2007 - Attera Orbis Terrarum - Part I
- 2008 - Attera Orbis Terrarum - Part II